# 1690 en science
| Années de la science : 1687 - 1688 - 1689 - 1690 - 1691 - 1692 - 1693    |
| Décennies de la science : 1660 - 1670 - 1680 - 1690 - 1700 - 1710 - 1720 |

Cet article présente les faits marquants de l'année 1690 en science.

## Événements

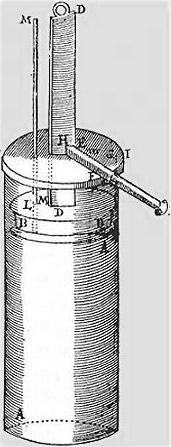
Premier cylindre-piston à vapeur de Papin, 1690

- 3 février : le premier papier monnaie des futurs États-Unis est imprimé par la colonie de la baie du Massachusetts[1].
- Mai : le mathématicien Jacques Bernoulli utilise le calcul intégral pour donner sa solution au problème de la courbe isochrone posé par Leibniz en 1687, dans un article des Acta Eruditorum[2].
- 23 décembre : première observation de la planète Uranus, par John Flamsteed, qui par erreur la catalogue comme une étoile de la constellation du Taureau[3].

- Guillaume Amontons réalise les premières expériences télégraphiques par sémaphore ; il en fait la démonstration devant le Dauphin au Jardin du Luxembourg[4].
- Denis Papin met au point à Leipzig la première machine à vapeur munie d'un piston et d'un cylindre[5].
- Edmond Halley perfectionne la cloche de plongée[6].
- Giovanni Cassini observe la rotation différentielle de l'atmosphère de Jupiter[7].

## Publications

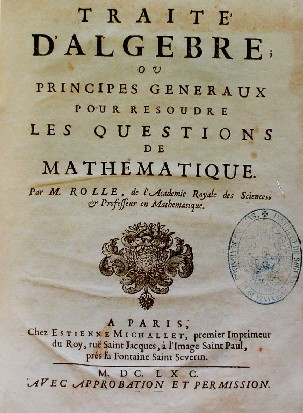
Le Traité d'algèbre de Michel Rolle publié en 1690.

- Jean François : La jauge au pied du roi, 1690, Paris, posthume.
- Nicolas de Fer : Les forces de l’Europe ou introduction à la fortification.
- Huygens ; Traité de la lumière publié à Leyde et Discours de la cause de la pesanteur.
- Jean-Baptiste de La Quintinie : Instructions pour les jardins fruitiers et potagers, publiés par son fils.
- Denis Papin, séjournant à Leipzig fait paraître un article dans les « Actes des érudits de Leipzig», intitulé « Nouvelle manière de produire à peu de frais des forces mouvantes extrêmement grandes ». Ayant observé la puissance mécanique de la pression atmosphérique dans son digesteur, il construit un modèle expérimental d'un moteur à vapeur, le premier de cette espèce.
- Michel Rolle : Traité d'algèbre, ou principes generaux pour resoudre les questions de mathematique .
- Izeki Tomotoki : Sanpô hakki (Eclaircissement des méthodes mathématiques), Japon, 1690[8]. C'est le premier livre imprimé au monde sur la théorie de l'élimination[9].

## Naissances
- 6 février : Kilian Stobæus (mort en 1742), médecin et naturaliste suédois.
- 18 mars : Christian Goldbach (mort en 1764), mathématicien allemand. On le connait surtout pour la conjecture qui porte son nom.
- Vers 1690 : Ignatz Mühlwenzel (mort en 1766), mathématicien tchèque.

## Décès
- 8 juin : Jean Prestet (né en 1648), prêtre oratorien et mathématicien français.
- 13 octobre : Ole Borch (Olaus Borrichius) (né en 1626), chimiste, médecin, grammairien et poète danois.

- William Ball (né en 1627), astronome anglais, un des membres fondateurs de la Royal Society.
- Vers 1690 : John Kersey, (né en 1616), mathématicien anglais.